# Врапчић (ТВ филм)
Врапчић је југословенски ТВ филм из 1964. године. Режирао га је Даниел Марушић а сценарио је написан по делу Владимира Назора.

## Улоге
| Глумац         | Улога |
| -------------- | ----- |
| Мато Ерговић   |       |
| Вика Подгорска |       |
| Звонимир Рогоз |       |
| Младен Шермент |       |